# Élections de 2022 aux États-Unis
 (mai 2022).
La mise en forme du texte ne suit pas les recommandations de Wikipédia : il faut le « wikifier ».
Les points d'amélioration suivants sont les cas les plus fréquents. Le détail des points à revoir est peut-être précisé sur la page de discussion.
- Les titres sont pré-formatés par le logiciel. Ils ne sont ni en capitales, ni en gras.
- Le texte ne doit pas être écrit en capitales (les noms de famille non plus), ni en gras, ni en italique, ni en « petit »…
- Le gras n'est utilisé que pour surligner le titre de l'article dans l'introduction, une seule fois.
- L'italique est rarement utilisé : mots en langue étrangère, titres d'œuvres, noms de bateaux, etc.
- Les citations ne sont pas en italique mais en corps de texte normal. Elles sont entourées par des guillemets français : « et ».
- Les listes à puces sont à éviter, des paragraphes rédigés étant largement préférés. Les tableaux sont à réserver à la présentation de données structurées (résultats, etc.).
- Les appels de note de bas de page (petits chiffres en exposant, introduits par l'outil «  Source ») sont à placer entre la fin de phrase et le point final[comme ça].
- Les liens internes (vers d'autres articles de Wikipédia) sont à choisir avec parcimonie. Créez des liens vers des articles approfondissant le sujet. Les termes génériques sans rapport avec le sujet sont à éviter, ainsi que les répétitions de liens vers un même terme.
- Les liens externes sont à placer uniquement dans une section « Liens externes », à la fin de l'article. Ces liens sont à choisir avec parcimonie suivant les règles définies. Si un lien sert de source à l'article, son insertion dans le texte est à faire par les notes de bas de page.
- La présentation des références doit suivre les conventions bibliographiques. Il est recommandé d'utiliser les modèles {{Ouvrage}}, {{Chapitre}}, {{Article}}, {{Lien web}} et/ou {{Bibliographie}}. Le mode d'édition visuel peut mettre en forme automatiquement les références.
- Insérer une infobox (cadre d'informations à droite) n'est pas obligatoire pour parachever la mise en page.

Pour une aide détaillée, merci de consulter Aide:Wikification.
Si vous pensez que ces points ont été résolus, vous pouvez retirer ce bandeau et améliorer la mise en forme d'un autre article.
Les élections de 2022 aux États-Unis ont lieu principalement le mardi 8 novembre 2022 : l'Election Day. Au cours de cette année d'élections de mi-mandat, les 435 sièges de la Chambre des représentants et 35 des 100 sièges du Sénat sont disputés. L'élection des gouverneurs de trente-neuf États et territoires, d'autres postes de l'exécutif (secrétaire d'État, trésorier d'État) et des législatures d'État se déroulent aussi lors de cette journée, ainsi que de nombreuses élections locales et plusieurs référendums au niveau local ou d'un État. Il s'agit de la première élection après le redécoupage des circonscriptions électorales ayant suivi le recensement fédéral décennal de 2020. D'autres scrutins se tiennent également tout au long de l'année.

## Élections fédérales

### Élections sénatoriales
Les 34 sièges de classe 3 du Sénat sont à renouveler pour un mandat de six ans (2023-2029). Des élections spéciales peuvent également avoir lieu pour pourvoir les postes vacants dans les deux autres classes du Sénat. Les vainqueurs des élections prêteront serment le 3 janvier 2023 pour le 118e Congrès.

#### Élections spéciales
Deux élections spéciales ont lieu en 2022 pour remplacer les sénateurs démissionnaires lors du 117e Congrès ;
- Californie (classe 3) : la titulaire Kamala Harris, élue vice-présidente des États-Unis, démissionne le 18 janvier 2021 pour prendre également ses fonctions de présidente de droit du Sénat[1]. Le gouverneur Gavin Newsom nomme le secrétaire d'État sortant, Alex Padilla, pour lui succéder. Une élection spéciale pour terminer le mandat de Harris a lieu le 8 novembre 2022, le même jour que les élections ordinaires pour un mandat de six ans[2],[3].

- Oklahoma (classe 2) : Le titulaire Jim Inhofe annonce le 24 février 2022 sa démission du Sénat à l'issue du 117e Congrès le 3 janvier 2023. Une élection spéciale pour occuper le siège pendant les quatre années restantes de son mandat a lieu le 8 novembre 2022, en même temps que l'élection régulière pour le siège de classe 3, détenu par James Lankford[4] .

### Élections à la Chambre des représentants
La Chambre des représentants est intégralement renouvelée tous les deux ans. Les 435 sièges avec droit de vote sont donc à pourvoir. À partir de mai 2022, avant le début des primaires, 48 élus (31 démocrates et 17 républicains) ont annoncé qu'ils ne se représentaient pas. Les représentants en poste ont été élus lors des élections à la Chambre de 2020 ou, pour quelques-uns, d'élections spéciales ultérieures. Comme ces élections de 2022 seront les premières organisées après le redécoupage électoral ayant fait suite au recensement de 2020, plusieurs districts congressionnels peuvent ne pas avoir de titulaire ou avoir plusieurs titulaires.

#### Élections spéciales
Au moins huit[Quoi ?] élections spéciales ont lieu en 2022 pour remplacer un membre démissionnaire ou décédé en fonction lors du 117e Congrès :
- 20e district de Floride : le 11 janvier 2022, la démocrate Sheila Cherfilus-McCormick a battu le républicain Jason Mariner pour succéder au démocrate Alcee Hastings, décédé le 6 avril 2021[5],[6],[7]. Le district a un indice partisan de D+28[8].
- 22e district de Californie : le républicain sortant Devin Nunes a démissionné le 1er janvier 2022 pour devenir le PDG de Trump Media & Technology Group. Une élection spéciale a lieu le 7 juin 2022[9] et voit la victoire de la républicaine Connie Conway[10]. Le district a un indice partisan de R+6[8].
- 34e district du Texas : le démocrate sortant Filemon Vela Jr. a démissionné le 31 mars 2022 pour travailler pour Akin Gump Strauss Hauer & Feld (en)[11]. Une élection spéciale a lieu le 14 juin 2022[12] et Mayra Flores est élue. Le district a un indice partisan de D+5[8].
- 1er district du Nebraska : le républicain sortant Jeff Fortenberry a démissionné le 31 mars 2022 après avoir été inculpé et arrêté pour avoir menti au FBI au sujet de ses contributions à la campagne[13]. Une élection spéciale a lieu le 28 juin 2022[14]. Le district a un indice partisan de R+11[8].
- 19e district de New York : le démocrate sortant Antonio Delgado a démissionne en mai 2022 pour devenir lieutenant-gouverneur de l'État de New York[15]. Pat Ryan est élu le 23 août 2022 suivant. Le district a un indice partisan de R+3[8].
- 23e district de New York : le républicain sortant Tom Reed a démissionné le 10 mai 2022 à la suite d'allégations d'agression sexuelle[16]. Une élection spéciale à lieu le 23 août suivant[17] et Joe Sempolinski est élu. Le district a un indice partisan de R+9[8].
- 1er district du Minnesota : le républicain sortant Jim Hagedorn est décédé le 17 février 2022. Une élection spéciale a lieu le 9 août 2022[18] et voit la victoire de Brad Finstad. Le district a un indice partisan de R+8[8].
- District unique de l'Alaska : le républicain sortant Don Young est décédé le 18 mars 2022[19]. Le 31 août suivant, Mary Peltola est élue pour lui succéder. Le district a un indice partisan de R+9[8].

## Élections dans les États

### Gouverneurs

Résultats des élections gouvernorales de 2022.

Des élections ont lieu pour les postes de gouverneur de 36 États et trois territoires. Des élections spéciales peuvent être organisées pour les postes vacants dans les autres États et territoires si les constitutions respectives des États et territoires l'exigent. Comme la plupart des gouverneurs ont un mandat de quatre ans, les dernières élections régulières pour la plupart des sièges à pourvoir en 2022 ont lieu en 2018, à l'exception des gouverneurs du New Hampshire et du Vermont qui ont chacun un mandat de deux ans et sont réélus en 2020.
| État            | Sortant    | Sortant                | Sortant     | Sortant  | Élu        | Élu                    | Élu         |
| État            | Gouverneur | Gouverneur             | Parti       | Election | Gouverneur | Gouverneur             | Parti       |
| --------------- | ---------- | ---------------------- | ----------- | -------- | ---------- | ---------------------- | ----------- |
| Alabama         |            | Kay Ivey               | Républicain | 2017     |            | Kay Ivey               | Républicain |
| Alaska          |            | Mike Dunleavy          | Républicain | 2018     |            | Mike Dunleavy          | Républicain |
| Arizona         |            | Doug Ducey             | Républicain | 2014     |            | Katie Hobbs            | Démocrate   |
| Arkansas        |            | John Boozman           | Républicain | 2014     |            | Sarah Huckabee Sanders | Républicain |
| Californie      |            | Gavin Newsom           | Démocrate   | 2018     |            | Gavin Newsom           | Démocrate   |
| Caroline du Sud |            | Henry McMaster         | Républicain | 2018     |            | Henry McMaster         | Républicain |
| Colorado        |            | Jared Polis            | Démocrate   | 2018     |            | Jared Polis            | Démocrate   |
| Connecticut     |            | Ned Lamont             | Démocrate   | 2018     |            | Ned Lamont             | Démocrate   |
| Dakota du Nord  |            | Pete Ricketts          | Républicain | 2014     |            | Jim Pillen             | Républicain |
| Dakota du Sud   |            | Kristi Noem            | Républicain | 2018     |            | Kristi Noem            | Républicain |
| Floride         |            | Ron DeSantis           | Républicain | 2018     |            | Ron DeSantis           | Républicain |
| Géorgie         |            | Brian Kemp             | Républicain | 2018     |            | Brian Kemp             | Républicain |
| Hawaï           |            | David Ige              | Démocrate   | 2014     |            | Josh Green             | Démocrate   |
| Idaho           |            | Brad Little            | Républicain | 2018     |            | Brad Little            | Républicain |
| Illinois        |            | J. B. Pritzker         | Démocrate   | 2018     |            | J. B. Pritzker         | Démocrate   |
| Iowa            |            | Kim Reynolds           | Républicain | 2017     |            | Kim Reynolds           | Républicain |
| Kansas          |            | Laura Kelly            | Démocrate   | 2018     |            | Laura Kelly            | Démocrate   |
| Maine           |            | Janet Mills            | Démocrate   | 2018     |            | Janet Mills            | Démocrate   |
| Maryland        |            | Larry Hogan            | Républicain | 2014     |            | Wes Moore              | Démocrate   |
| Massachusetts   |            | Charlie Baker          | Républicain | 2014     |            | Maura Healey           | Démocrate   |
| Nevada          |            | Steve Sisolak          | Démocrate   | 2018     |            | Joe Lombardo           | Républicain |
| New Hampshire   |            | Chris Sununu           | Républicain | 2016     |            | Chris Sununu           | Républicain |
| New York        |            | Kathy Hochul           | Démocrate   | 2021     |            | Kathy Hochul           | Démocrate   |
| Nouveau Mexique |            | Michelle Lujan Grisham | Démocrate   | 2018     |            | Michelle Lujan Grisham | Démocrate   |
| Ohio            |            | Mike DeWine            | Républicain | 2018     |            | Mike DeWine            | Républicain |
| Oklahoma        |            | Kevin Stitt            | Républicain | 2018     |            | Kevin Stitt            | Républicain |
| Oregon          |            | Kate Brown             | Démocrate   | 2015     |            | Tina Kotek             | Démocrate   |
| Pennsylvanie    |            | Tom Wolf               | Démocrate   | 2014     |            | Josh Shapiro           | Démocrate   |
| Rhode Island    |            | Dan McKee              | Démocrate   | 2021     |            | Dan McKee              | Démocrate   |
| Tennessee       |            | Bill Lee               | Républicain | 2018     |            | Bill Lee               | Républicain |
| Texas           |            | Greg Abbott            | Républicain | 2014     |            | Greg Abbott            | Républicain |
| Vermont         |            | Phill Scott            | Républicain | 2016     |            | Phill Scott            | Républicain |
| Wisconsin       |            | Tony Evers             | Démocrate   | 2018     |            | Tony Evers             | Démocrate   |
| Wyoming         |            | Mark Gordon            | Républicain | 2018     |            | Mark Gordon            | Républicain |

### Procureurs généraux

Statut des titulaires pour les élections des procureurs généraux d'États américains de 2022.

Les procureurs généraux sont élus dans trente États, trois territoires et le district fédéral de Washington. Les élections précédentes pour ce groupe d'États ont lieu en 2018. Le procureur général du Vermont a un mandat de deux ans et est élu pour la dernière fois en 2020.

### Secrétaires d'État
Des secrétaires d'État sont élus dans vingt-sept États pour des mandats de quatre ans. Le secrétaire d'État du Vermont a un mandat de deux ans et a été élu pour la dernière fois en 2020 .

### Trésoriers d'État
Les trésoriers d'État et équivalents sont élus dans vingt-sept États, plus une élection spéciale dans l'Utah. Les élections précédentes pour ce groupe d'États ont eu lieu en 2018. Le trésorier du Vermont a un mandat de deux ans et a été élu pour la dernière fois en 2020.

### Élections législatives
La grande majorité des États et territoires organisent des élections de leur législature lors de cet Election Day de 2022. La Louisiane, le Mississippi, le New Jersey et la Virginie ne sont pas concernés car leurs élections législatives ont lieu les années impaires. Dans les États qui utilisent des mandats échelonnés, certains sénateurs d'État ne seront pas éligibles. Comme ces élections seront les premières organisées après le redécoupage du recensement fédéral de 2020, plusieurs circonscriptions législatives peuvent manquer de titulaire ou avoir plusieurs titulaires.

## Élections locales

### Élections municipales
Un certain nombre de grandes villes américaines ont organisé des élections municipales en 2022 :
- Oklahoma City (Oklahoma) : Le 8 février, le titulaire David Holt a été réélu contre Frank Urbanic et Carol Hefner.
- Milwaukee (Wisconsin) : Le 5 avril, le maire par intérim Cavalier Johnson a remporté l'élection spéciale pour un mandat complet contre Bob Donovan.
- Norman (Oklahoma) : Le 5 avril, la titulaire Breea Clark a perdu un second tour contre Larry Heikkila.
- Columbia : Le 5 avril, Barbara Buffaloe a succédé au titulaire sortant Brian Treece.

#### Éligible
- Anaheim, Californie : le républicain sortant Harry Sidhu est éligible pour être réélu.
- Charlotte, Caroline du Nord : le démocrate sortant Vi Lyles est candidat à sa réélection[22].
- Denton, Texas : le titulaire Gerard Hudspeth est candidat à sa réélection.
- Lexington, Kentucky : La républicaine sortante Linda Gorton est candidate à sa réélection[23].
- Fort Smith, Arkansas : Le démocrate sortant George McGill est rééligible.
- Little Rock, Arkansas : le démocrate sortant Frank Scott Jr. est candidat à sa réélection[24].
- Newark, New Jersey : Le démocrate sortant Ras Baraka est éligible pour être réélu.
- Newport News, Virginie : le titulaire indépendant McKinley L. Price est éligible pour se présenter aux élections.
- Raleigh, Caroline du Nord : La démocrate sortante Mary-Ann Baldwin est candidate à sa réélection.
- Reno, Nevada : Hillary Schieve, indépendante sortante, est éligible pour être réélue.
- San Bernardino, Californie : le républicain sortant John Valdivia est éligible pour se présenter à la réélection.
- Shreveport, Louisiane : le démocrate sortant Adrian Perkins est éligible pour se présenter aux élections.
- Tallahassee, Floride : le démocrate sortant John E. Dailey est éligible pour se présenter aux élections.
- Washington, DC : La démocrate sortante Muriel Bowser est éligible pour être réélue.

#### Inéligibles ou ne se représentant pas
- Austin, Texas : le démocrate sortant Steve Adler n'est pas éligible en raison de la limitation à deux mandats successifs.
- Chula Vista, Californie : La démocrate sortante Mary Salas n'est pas éligible en raison d'une limitation du nombre des mandats.
- Henderson, Nevada : La démocrate sortante Debra March n'est pas éligible pour être réélue en raison d'une limitation du nombre des mandats.
- Laredo, Texas : Le démocrate sortant Pete Saenz n'est pas éligible pour se présenter à la réélection en raison d'une limitation du nombre des mandats.
- Long Beach, Californie : le démocrate sortant Robert Garcia n'est pas candidat à sa réélection et se présente au siège de représentant des États-Unis[25] .
- Los Angeles, Californie : le démocrate sortant Eric Garcetti n'est pas éligible pour en raison de la limitation à deux mandats successifs. [note 6]
- Louisville, Kentucky : Le démocrate sortant Greg Fischer n'est pas éligible pour se présenter à une réélection en raison d'une limitation du nombre des mandats.
- Lubbock, Texas : Le républicain sortant Dan Pope ne se représente pas[26].
- North Las Vegas, Nevada : le républicain sortant John Jay Lee ne se présente pas à sa réélection pour briguer le poste de gouverneur du Nevada[27] .
- Oakland, Californie : La démocrate sortante Libby Schaaf n'est pas éligible en raison d'une limitation du nombre des mandats.
- Providence, Rhode Island : Le démocrate sortant Jorge Elorza n'est pas éligible en raison d'une limitation du nombre des mandats.
- San Jose, Californie : le démocrate sortant Sam Liccardo n'est pas éligible en raison d'une limitation du nombre des mandats.

### Élections de comtés
- Comté de Cook, Illinois
- Procureur du comté de Maricopa, Arizona
- Comté de Sacramento, Californie